# Altınçağ, Dörtyol
Altınçağ là một thị trấn thuộc huyện Dörtyol, tỉnh Hatay, Thổ Nhĩ Kỳ. Dân số thời điểm năm 2011 là 5.152 người.